# Службове житло
Службо́ве житло́ — приміщення, які, призначені для проживання громадян у зв'язку з характером їх трудових відносин з органом державної влади, органом місцевого самоврядування, державним підприємством або державним чи муніципальним закладом, в зв'язку з проходженням служби, у зв'язку з призначенням на державну посаду, або в зв'язку з обранням на виборні посади в органи державної влади або органи місцевого самоврядування.

Перелік категорій працівників, яким може бути надано службове житло, затверджує Кабінет Міністрів України .